# Municipio de Morken
El municipio de Morken (en inglés: Morken Township) es un municipio ubicado en el condado de Clay en el estado estadounidense de Minnesota. En el año 2010 tenía una población de 156 habitantes y una densidad poblacional de 1,68 personas por km².

## Geografía
El municipio de Morken se encuentra ubicado en las coordenadas 47°1′15″N 96°37′36″O / 47.02083, -96.62667. Según la Oficina del Censo de los Estados Unidos, el municipio tiene una superficie total de 92.99 km², de la cual 92,99 km² corresponden a tierra firme y (0 %) 0 km² es agua.

## Demografía
Según el censo de 2010, había 156 personas residiendo en el municipio de Morken. La densidad de población era de 1,68 hab./km². De los 156 habitantes, el municipio de Morken estaba compuesto por el 99,36 % blancos, el 0,64 % eran amerindios. Del total de la población el 0 % eran hispanos o latinos de cualquier raza.